# Louis Le Prince
Louis Aimé Augustin Le Prince (Metz, França, 28 de agosto de 1842, desaparecido em 16 de setembro de 1890) foi um dos precursores do cinema. Em outubro de 1888, Le Prince filmou as sequências de imagens em movimento intituladas Roundhay Garden Scene, Traffic Crossing Leeds Bridge, Accordion Player e Man Walking Around A Corner, usando uma câmera de lente única com uma película de papel. Trata-se de trabalhos realizados anos antes dos principais concorrentes, como Thomas Edison, que realizou seu primeiro filme em 1891, e os irmãos Auguste Lumière e Louis Lumière, que fizeram seu primeiro filme em 1892. No entanto, ele nunca foi capaz de realizar uma apresentação pública nos Estados Unidos, pois desapareceu misteriosamente de um trem em 16 de setembro de 1890. Seu corpo e a bagagem nunca foram encontrados, mas mais de 100 anos mais tarde foi descoberto um arquivo policial contendo uma fotografia de um homem afogado que poderia ser ele.

## Inventor esquecido do cinema
O início da história do cinema nos Estados Unidos e na Europa é marcado por batalhas sobre patentes de câmeras. Em 1888 Le Prince foi apresentado a uma patente americana dupla com um dispositivo de lente única que combinou uma câmera cinematográfica com um projetor. A patente de um tipo de lente única (Mkl) foi recusada nos EUA. Em 14 de outubro de 1888, Le Prince utilizou uma versão atualizada (Mkll) de sua câmera de lente única para filmar Roundhay Garden Scene. Expôs seus primeiros filmes numa fábrica em Hunslet, Leeds e em Oakwood Grange, mas eles não foram distribuídos ao público em geral.

## Biografia
O pai de Le Prince era um  major de artilharia do  Exército Francês e um oficial da legião de honra. Le Prince cresceu no estúdio de um amigo de seu pai, o pioneiro da fotografia Louis Jacques Mandé Daguerre, de quem o jovem Le Prince recebeu lições relacionadas com a fotografia e a química. Sua formação passou a incluir o estudo de pintura em Paris e pós-graduação em Química na Universidade de Leipzig, que lhe proporcionou o conhecimento acadêmico que viria a utilizar no futuro.
Em 1866, mudou-se para Leeds, West Yorkshire, Inglaterra, depois de ter sido convidado por John Whitley, um amigo da faculdade e um dos fundadores da Whitley Partners of Hunslet, fazendo válvulas e componentes. Em 1869 se casou com Elizabeth Whitley, irmã de John, uma artista talentosa. O casal iniciou uma escola de arte aplicada, a Leeds Technical School of Art, em 1871, e se tornou famoso por seu trabalho com fixação de fotografias a cores sobre metal e cerâmica, levando esse tipo de fotografia a ser encomendado para retratos da Rainha Vitória e, a longo prazo, servindo o primeiro-ministro William Gladstone, produções que foram incluídas junto com outros objetos em uma cápsula do tempo fabricada pela Whitley Partners e que foi colocada nas fundações das Agulhas de Cleópatra (Cleopatra's Needle), nas margens do Rio Tâmisa. Em 1881, Le Prince foi para os Estados Unidos como um agente da Whitley Partners, ficando no país juntamente com sua família quando seu contrato acabou. Ele se tornou o gerente de um pequeno grupo de artistas franceses que produziam panorâmicas grandes, geralmente de batalhas famosas, que foram exibidas nas cidades de Nova York, Chicago e Washington. Durante este período continuou seus experimentos relativos à produção do "movimento" de fotografias e de encontrar o melhor material para fotografia de cinema. Durante seu tempo na América, Le Prince construiu uma câmera que utilizava dezesseis lentes, sua primeira invenção a ser patenteada. Apesar de a câmera ser capaz de capturar movimentos, não foi um sucesso, pois cada lente captava o movimento de um ponto de vista diferente e a imagem projetada não saía exatamente como o esperado.

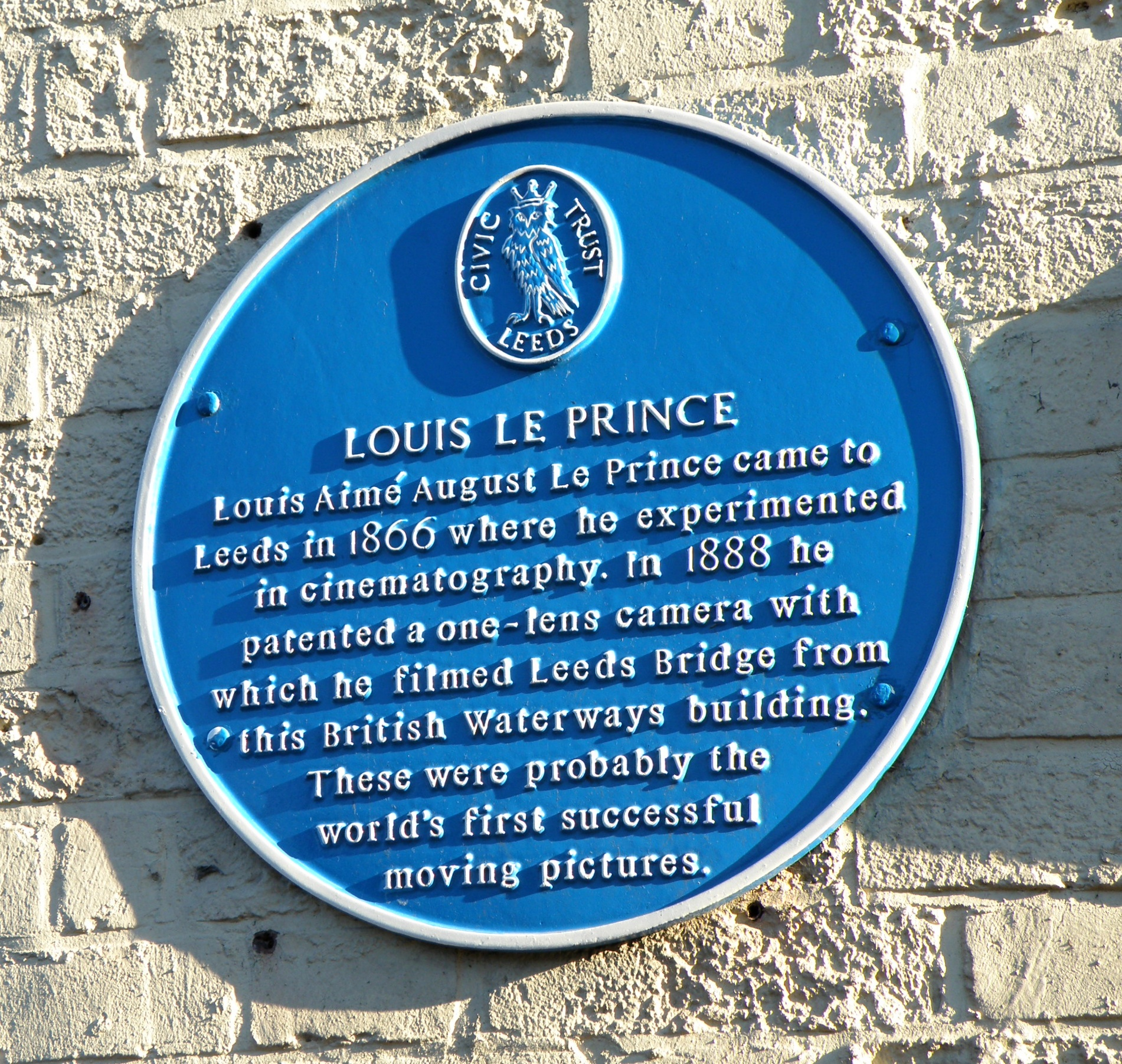
Leeds

Após seu retorno a Leeds em maio de 1887, Le Prince construiu e patenteou uma lente de câmera. Foi usada pela primeira vez em 14 de Outubro de 1888 para filmar o que ficaria conhacido como Roundhay Garden Scene, provavelmente a primeira sequência de imagens em movimento a ser filmada na história. Depois, Le Prince usaria a patente para filmar os bondes elétricos, os puxados a cavalo e os pedestres em Traffic Crossing Leeds Bridge. Estas fotos foram logo projetadas em uma tela em Leeds, se tornando as primeiras exposições de movimento.

## Desaparecimento suspeito
Em setembro de 1890, Le Prince embarcou em um trem em uma sexta-feira, prometendo aos amigos que voltaria na segunda-feira seguinte para a viagem de volta para a Inglaterra, seguido por uma viagem para os Estados Unidos para apresentar sua nova câmera. No entanto, Le Prince não chegou no horário marcado e nunca mais foi visto por seus amigos ou familiares. Tudo que poderia ser suposto sobre seu paradeiro é que ele foi visto em 16 de setembro a bordo do comboio 2:42 em Dijon, para seu retorno a Paris. A polícia francesa, A Scotland Yard e a família realizaram buscas exaustivas, mas nunca encontraram o corpo ou sua bagagem. Este caso misterioso de desaparecimento nunca foi solucionado. No entanto, segundo Iréné Dembowski, cinco principais teorias foram propostas.

### 1ª teoria: Pessoa desaparecida (1890)
Nem a bagagem nem o cadáver foram encontrados no expresso Dijon-Paris ou ao longo da ferrovia. Ninguém viu Le Prince na estação de Dijon em 16 de Setembro de 1890, além de seu irmão. Ninguém viu Le Prince no expresso Dijon-Paris depois que ele embarcou. Ninguém notou comportamento estranho ou agressão no expresso Dijon-Paris. A conclusão de relatório da polícia francesa: desaparecido.

### 2ª teoria: Suicídio perfeito (1890)
De acordo com um relatório da polícia, Louis Le Prince queria cometer suicídio, pois se encontrava à beira da falência. Le Prince já teria acertado seu suicídio.

### 3ª teoria: Assassinato de guerra de patentes (1900)
Christopher Lawrence prossegue a teoria do assassinato junto com outras teorias, e discute as suspeitas da família de Le Prince sobre as patentes de Edison em seu livro de 1990 e documentário The Missing Reel. No momento em que desapareceu, Le Prince estava para patentear seu projetor de 1889 na Inglaterra, e em seguida, deixar a Europa para sua exposição oficial em Nova York. Em 1898 o filho mais velho, Adolphe Le Prince, que já tinha ajudado o pai em muitas das suas experiências, foi chamado como testemunha para a American Mutoscope Company no seu litígio com Edison. Ao citar as realizações de Le Prince, a Mutoscope pretendia anular reclamações posteriores de Edison de ter inventado a câmera de imagem em movimento. A viúva de Le Prince, Elizabeth, e Adolphe esperavam que isso fizesse a realização de Le Prince ganhar reconhecimento, mas quando o caso foi contra a Mutoscope suas esperanças foram frustradas. Dois anos mais tarde, Adolphe Le Prince foi encontrado morto em Fire Island, perto de  Nova York. O suicídio seria presumível.

### 4ª teoria: Desaparecimento ordenado pela família (1966)
Em 1966, Jacques Deslandes propôs uma teoria em histoire comparéé du cinéma: O desaparecimento de Le Prince foi voluntário e causado por razões de ordem financeira e conveniências familiares. O jornalista Léo Sauvage, em seu L'Affaire Lumière:du mythe à I'histoire,enquête sur les origenes du cinéma, cita uma nota de Pierre Gras, diretor da biblioteca municipal de Dijon que afirma que "Le Prince morreu em Chicago, Estados Unidos, em 1898. O desaparecimento teria sido voluntário e com conhecimento da família. A afirmação foi feita por um famoso historiador em visita à biblioteca de Dijon, mas mantida em segredo. Gras mostrou esta nota para Sauvage em 1977.

### 5ª teoria: Fratricídio, ou assassinato por dinheiro (1967)
Em 1967, Jean Mitry propôs, em Histoire du cinéma, uma teoria de assassinato por dinheiro: uma vez que o arquiteto tinha certeza de que seu irmão queria se suicidar, porque ele não tenta impedí-lo ou dar parte à polícia, antes que fosse tarde demais? Uma fotografia de uma vítima de afogamento de 1890, que se assemelha a Le Prince, foi descoberta em 2003 durante uma pesquisa nos arquivos da polícia de Paris.
Le Prince foi oficialmente declarado morto em 1897.

## Carreira

### Encontros decisivos
- Louis Daguerre
- Eadweard Muybridge
- Jean Le Roy

### Reconhecimento tardio
| “ | "Le Prince certamente já realizava filmagens pelo menos sete anos antes dos Irmãos Lumière e de Thomas Edison, e então sugerindo uma reescrita da história do cinema nascente." Richard Howells (Screen vol.47 #2, p.179~200, Oxford University Press, 2006) | ” |

Mesmo que a produção solo de Le Prince seja indiscutível, seu trabalho foi bastante esquecido desde seu desaparecimento às vésperas da primeira demonstração pública do resultado de anos de labuta em sua oficina de Leeds e um teste conduzido pelo New York Institute for the Deaf (Instituto de Surdos de Nova York). Sua perseguição por registros das patentes nos Estados Unidos, local de domínio e influencia de seu rival Thomas Edison, fundador do oligopólio Edison Trust, tornou-se imparável.
Desde abril de 1894, com a exibição comercial de seu Cinetoscópio Parlor, Thomas Edison é creditado nos Estados Unidos como o inventor do cinema, enquanto na França os Irmãos Lumière são considerados os inventores do aparelho Cinematógrafo e inventores do cinema pela primeira exibição comercial e coletiva de um filme em Paris. Como Le Prince, outra figura dos primórdios do cinema foi o inventor francês Léon Bouly, criador do primeiro cinematógrafo, aparelho patenteado em 1892 (Patente N°219,350). Ele nunca foi creditado e, dois anos depois,  deixou de pagar sua patente, que foi comprada pelos Lumière (Patente N°245,032).
Entretanto, em Leeds, West Yorkshire, Reino Unido, Le Prince é celebrado como um herói local. Em 12 de dezembro de 1930, a prefeitura de Leeds inaugurou um memorial de bronze no número 160 da Woodhouse Lane, local da oficina de Le Prince. Em 2003, o Centro de Cinema Fotografia e Televisão da Universidade de Leeds foi batizada em sua homenagem. A oficina de Le Prince em Woodhouse Lane foi até recentemente a sede da BBC em Leeds. A antiga capela Batista Blenheim, na junção desta rua com a Blackman Lane, é próximo deste local. (coordinates: 53° 48′ 20,58″ N, 1° 32′ 56,74″ O)
Na França, uma sociedade de apreciadores foi criada como "Association des Amis de Le Prince" (Associação dos Amigos de Le Prince), que ainda existe em Lyon.
Em 1992, o diretor japonês Mamoru Oshii realizou um filme em tributo às histórias cinematográficas de finais trágicos de George Eastman, Georges Méliès e Louis Le Prince, creditado como “o verdadeiro inventor de eiga", palavra da língua japonesa para cinema.

## Filmografia
| Ano  | Título                        |
| ---- | ----------------------------- |
| 1887 | Man Walking Around A Corner   |
| 1888 | Roundhay Garden Scene         |
| 1888 | Traffic Crossing Leeds Bridge |
| 1888 | Accordion Player              |